# Marder I
Sonderkraftfahrzeug 135 (Sd.Kfz. 135) Marder I (рус. — Куница I) — немецкая лёгкая самоходная артиллерийская установка, класса истребитель танков.
Основное обозначение — 7,5 cm Pak 40 auf Lorraine-Schlepper (Sf). Серия Marder была разработана для повышения мобильности противотанковой артиллерии путём установки 75-мм орудия Pak 40 на различные самоходные шасси. В 1942 году ввиду принятия на вооружение новых истребителей танков, вооружённых 75-мм орудием Pak 40, остро потребовалась подобная боевая машина и для учебных подразделений. Для этого Alkett провела разработку учебно-боевой самоходной артиллерийской установки (САУ) на шасси трофейных французских боевых машин Hotchkiss H35, FCM 36 и полубронированного тягача Lorraine 37L. Наиболее удачной была признана САУ на шасси артиллерийского тягача Lorraine 37L. После испытаний машина была принята на вооружение под индексом 7,5 cm Pak 40/1 auf Geschutzwagen Lorraine Schlepper(f), Sd.Kfz. 135. В течение 1942 года фирма Альфреда Беккера изготовила 170 боевых машин, принимавшие участие на Западном фронте и в Белоруссии.

## История

### Идея появления самоходной артиллерии
Русским военным теоретиком и практиком Дмитрием Алексеевичем Милютиным уже в 1912 году было предсказано использование и появление в вооружённых силах России и мира автомобиля, бронеавтомобиля, танков и самоходных артустановок.

«Есть ли что-либо невозможное, например, в том, что автомобили не только вполне заменят повозки в обозах, но проберутся даже в полевую артиллерию. Вместо полевых орудий с конскою упряжью войдут в состязание на поле сражения подвижные бронированные батареи, и битва сухопутная уподобится битве морской.»— Д. А. Милютин, «Старческие размышления о современном положении военного дела в России» (1912 год).
Появление самоходной артиллерии а позднее и самоходной противотанковой артиллерии стало логическим следствием эволюции развития тактики в том числе и противотанковой борьбы. Самоходная установка в сравнении с буксируемой противотанковой пушкой имеет множество плюсов. САУ намного мобильнее, чем буксируемая пушка, что позволяет быстро менять огневые позиции. Также, она имеет меньшее время развертывания и сворачивания, что позволяет быстрее реагировать на продвижения противника на поле боя.
Кроме того она имеет преимущества и по сравнению с основными танками. Она намного дешевле танка, что позволяет выпускать самоходки большим количеством. Кроме того, она в производстве намного проще, что позволяет быстрее ремонтировать вооружение и военную технику в полевых условиях.

### Разработка
В ходе кампании 1940 года на Западе немцы захватили внушительное количество французских гусеничных тягачей Lorraine 37L изготовленных кампанией Lorraine-Dietrich из Люневилля. Тягач был разработан в 1937 году. Машина не влезла в заданную массу, вместо 2 600 кг. она весила 4 000 кг. Несмотря на это, его приняли на вооружение.
Трансмиссия тягача и отделение управления на двух человек располагались в передней части. Далее, в центральной части корпуса, — рядный 6-цилиндровый карбюраторный двигатель жидкостного охлаждения. За моторным отделением располагалось транспортно-грузовое отделение, предназначенное для перевозки людей и грузов. Тягач получился неплохим с точки зрения проходимости вне дорог. На машине стоял 6-цилиндровый мотор Delahaye 103ТТ мощностью 70 л.с. До капитуляции Франции промышленность этой страны успела изготовить 432 тягача.
В 1940 году во французской армии не оказалось мобильных противотанковых установок. Моторизованные 25-мм и 47-мм противотанковые пушки особой эффективностью не отличались. Требовалось новое самоходное средство борьбы с танками. Тогда в грузовое отделение тягача была установлена новая гиростабилизированная 47 мм. противотанковая пушка SA Mle 37. Немцы захватили прототип этой машины, который получил обозначение 4,7 cm РаК181 (f) oder 183(f) auf "Panzerjager" LrS (f), дополненная небольшим бронещитком прямоугольной формы. В июне 1942 года началось серийное производство немецких 75-мм противотанковых пушек Pak 40. После чего была предпринята попытка модернизации данной самоходной противотанковой артиллерийской установки путём замены SA Mle 37 на Pak 40/1 L/46. Также было принято решение установить пулемёт MG 34, позднее MG 42 для уничтожения воздушных целей.

### Производство
Marder I не производилась в Германии, хоть и разрабатывалась немецкой фирмой Alkett. Всего в 1942 году переделали 170 машин: 104 в июле и 66 в августе. Самоходные установки дислоцировалась во Франции, в стране-производителе. Так упрощалась её эксплуатация, упрощалось снабжение запасными частями, а также её ремонт.
Помимо Lorraine 37L, Marder I производилась на базе и других французских трофейных машин, например, Hotchkiss H35 и  FCM 36. Кардинальных изменений они не претерпевали. Башня снималась и вместо неё устанавливалась рубка с пушкой Pak 40/1. Двигатель оставался сзади, трансмиссия и отделение управления оставались спереди.

## Описание конструкции[2]
По своей сути, Marder I является одной из первых в своём роде самоходной установкой с задним расположением рубки (см. СУ-5).

### Корпус
Marder I производилась на стандартном шасси Lorraine 37L или танков Hotchkiss H35 и  FCM 36. Во всех случаях корпус изготавливался из катанных закалённых бронелистов, соединенных между собой электросваркой. Днище корпуса изнутри усиливалось швеллерами.
Корпус делился на три отделения: управления в передней части, моторное в центре и боевое отделение сзади.

#### Отделение управления
В отделении управления находится трансмиссия. Она установлена между местами радиста и механика-водителя. Место механика-водителя расположено левее трансмиссии, место радиста — справа от трансмиссии. Перед сиденьем механика-водителя установлены контрольные приборы: спидометр, термометры масла и воды, а также тахометр. Также он имеет двустворчатый люк, снабжённый замком.

#### Моторное отделение
В моторном отделении установлен сам двигатель, система охлаждения, топливный насос, топливный и масляный баки. Моторное отделение отделено о боевого стальной противопожарной перегородкой. В правой части перегородки имеется зафиксированный болтами люк для доступа из боевого отделения в моторное. Также имеется люк доступа к двигателю, фиксирующийся замком. Кроме того, в корпусе имеется значительное количество технологических отверстий. Над трансмиссией на болтах установлена съёмная бронеплита для её обслуживания. В днище корпуса имеются дренажные отверстия для слива воды и масла из маслосистемы. Дренажное отверстие для слива воды закрыто подпружиненной крышкой. Дренажные отверстия для слива масла закрыты крышками на болтах. Дренажные отверстия также имеются в днище корпуса под топливными баками, они предназначены для слива топлива из баков. Они также закрываются крышками на болтах.

#### Боевое отделение
Боевое отделение представляет собой открытую рубку из катанных закалённых бронелистов, соединенных между собой электросваркой. В отделении находятся места командира САУ и наводчика орудия. Обязанности заряжающего выполняет радист. Внутри боевого отделения по правому борту установлено радиооборудование. В верхней части стенок рубки имеются щеколды для крепления тента. Также, в правой части рубки установлены антенный ввод и гнездо турели пулемёта MG-34 или MG-42. Пушка установлена в лобовой части рубки с небольшим смещением вправо. Кроме того, весь шанцевый инструмент и запасные части машины перевозятся внутри боевого отделения.

### Двигатель
САУ Marder I на базе Lorraine 37L снабжались бензиновым двигателем Delahaye 103 ТТ мощностью 69 л.с. Машины на шасси танка Hotchkiss H35 оснащались двигателем Hotchkiss 6L мощностью 120 л.с. САУ на шасси танка FCM 36 установлен дизельный мотор Berliet MDP мощностью 91 л.с.
Головки цилиндров и корпус двигателя отливались из нержавеющей стали. Сами же цилиндры отлиты из стали и выполнены съёмными. Герметичность двигателя в сборе обеспечивается резиновыми прокладками. Коленчатый вал закреплён с помощью восьми подшипников, в передней части коленвала установлен демпфер в виде торсиона. Коленвал оснащён балансирами. Поршни отлиты из алюминиевого сплава. Подачи импульсов в свечи зажигания производится автоматически распределительным устройством.

### Ходовая часть
Ходовая часть состоит из пары гусениц по 110 траков шириной 230 мм., пары ведущих колёс диаметром 500 мм. переднего расположения, пары ленивцев диаметром 385 мм. заднего расположения с механизмами регулировки натяжения гусениц винтового типа. Шасси Marder I  имеет по шесть опорных катков диаметром 440 мм. на борт, опорные катки снабжены резиновыми бандажами. Подвеска опорных катков — индивидуальная, на полуэллиптических пружинах. Верхняя ветвь гусеницы поддерживается двумя роликами. Расстояние между осями траков гусениц — 1330 мм. Удельное давление на грунт составляет 0,50 кг/см2.

### Вооружение

#### Пушка
Marder I вооружалась немецкой 75-мм противотанковой пушкой Pak 40/1 с полуавтоматическим затвором орудия. Пушка выпускалась фирмой Rheinmetall-Borsig. Эффективная скорострельность орудия составляла 12-15 выстрелов в минуту. Максимальная дальность стрельбы — 8100 м. Ресурс ствола составлял 6000 выстрелов. УГН (Угол Горизонтальной Наводки) без разворота всей САУ составляли +-32 градуса. УВН (Угол Вертикальной Наводки) составляли -5 и +22 градусов. Наведение орудия осуществляется вручную радистом.

#### Пулемёт
Пулемёт MG-34 или MG-42 калибра 7,92 мм. хранится внутри боевого отделения, а в боевом положении устанавливается в гнездо на стенке рубки. Личное оружие членов экипажа включает пистолеты Luger Р-08 или Walther Р38, один пистолет-пулемёт МР-38 или МР-40, закреплённый на кронштейнах внутри рубки на левой стенке.

#### Боекомплект
Снаряды для пушки складируется в три боеукладки — на 24, на 7 и на 6 снарядов. Боеукладки размещены в передней части боевого отделения ниже орудия. Боекомплект состоит из унитарных выстрелов. На полу отделения управления ниже сиденья механика-водителя установлены два ящика с патронами к пулемёту на 600 выстрелов. На левой стенке рубки крепятся шесть запасных магазинов на 32 патрона к пистолету-пулемёту. Также внутри боевого отделения предусмотрена перевозка ящика с ручными гранатами.

### Приборы наблюдения[3]
Орудие Pak 40/1 комплектуется оптическим прицелом Pakzielfernrohr" ZF 3x8. Монокулярный прицел градуирован в диапазоне 0-2000 м. для бронебойного снаряда и в диапазоне 0-1000 м. для осколочно-фугасного снаряда. Прицел имеет 3-х кратное увеличение. Также в комплект входит артиллерийская стереотруба F.Meyer. Кроме того, В смотровой щели люка механика-водителя установлен прозрачный блок из триплекса.

### Радиооборудование[3]
На Marder I установлена приёмо-передающая радиостанция FuG Spr d и внутреннее переговорное устройство. Радиостанция фирмы Telefunken состоит из передатчика и приёмника. Рация работает в диапазоне УКВ 19997,5-21472,5 кГц. Радиус устойчивой связи при работе с места — 5 км., в движении — 2 км. Радиостанция снабжена штыревой антенной высотой 1,4 м. Антенный ввод установлен в правой части боевого отделения. На машинах раннего выпуска радиостанция ставилась внутри корпуса, на самоходках поздней выпуска — внутри боевого отделения. Радиостанция предназначена для связи между установкой внутри подразделения. Внутреннее переговорное устройство предназначено для связи между командиром машины и механиком-водителем.

### Оборудование
Всё дополнительное оборудование размещено внутри и снаружи боевого отделения. Снаружи в передней части корпуса крепятся запасные гусеничные траки. Стальной трос крепится на крыше моторного отделения. Топор прикреплён к корме. Большой топор уложен на левом крыле.
Внутри в левой задней части размещён ящик с запасными частями к орудию, контейнер с глицерином и маслёнкой для пулемёта и пистолета-пулемёта. На правой стенке закреплены три секции банника для чистки ствола орудия, рукоятка ручного стартера, два запасных ствола к пулемёту MG-34 или MG-42, сам пулемёт и 12 сигнальных ракет. Запасные призмы стереотрубы хранятся в специальном контейнере, закрепленном на внутренней поверхности орудийного щита. На щите также закреплен контейнер с прицелом, инструментами для чистки оптики, переносным фонариком и контейнер с запасными частями к пулемёту. Здесь же хранятся сошки от него. Также внутри боевого отделения хранятся кобуры с сигнальной ракетницей, канистра ёмкостью 1,6 кг. со смазкой типа 96, защитный кожух дульного тормоза, защитный кожух казённой части орудия и сигнальные флажки.
Правее и левее сидений механика-водителя и радиста размещены контейнеры для противогазов. Часть оборудования размещено ниже настила пола — десять пальцев для крепления траков, подкладка под домкрат и запасные части к наблюдательному прибору. Под сиденьем механика-водителя размещена аптечка первой медицинской помощи. В передней части отделения управления находится огнетушитель. К колпаку трансмиссии прикреплены маслёнки.

### Окраска и маркировка

#### База
Согласно инструкции № 864, от 30 июля 1940 года, изначально САУ окрашивалась полностью в тёмно-серый цвет «Panzer Grau» RAL-7027.
По новой инструкции № 181 от 18 февраля 1943 года её стали окрашивать полностью в тёмно-жёлтый цвет «Wehrmacht Olive».
В зимний период САУ полностью или частично перекрашивались в белый цвет на основе мела.

#### Камуфляж
По базовому тёмно-жёлтому наносился камуфляж, состоявший из извилистых полос цвета «Brun» RAL-8017 или« Olive Grun» RAL-8002. Рисунок камуфляжа зависел либо от природных условий и сезона года, либо от художественных предпочтений членов экипажа или командиров подразделений. Иногда камуфляж наносился на самоходки в заводских условиях. В августе 1943 года была введена новая схема камуфляжной окраски бронетехники на основе цветов «Olive Grun» RAL-6003 и «Brun» RAL-8012.

#### Маркировка
В некоторых дивизиях на самоходки наносили эмблемы дивизий, чаще всего в лобовой и кормовой части корпуса или рубки. Эмблемы рисовали желтой или белой краской. Размер эмблем не превышал 150 — 200 мм.

## Боевое применение
Боевое крещение Marder I  состоялось осенью 1942 года. Самоходки поступали на вооружение рот истребителей танков. Роты имелись в различных формированиях, но чаще всего встречались в составе пехотных дивизий.
Первой была перевооружена 1-я рота 80-го противотанкового батальона 44-й пехотной дивизии. Рота получила новую технику во Франции летом 1942 года. Позже, самоходками Marder I усилили 1-ю танковую дивизию, 158-ю резервную дивизию, 44-ю, 65-ю, 76-ю, 94-ю, 113-ю пехотную дивизию. 76-я, 94-я и 113-я дивизии полностью были уничтожены РККА под Сталинградом. Их заново сформировали во Франции.
На Восточном фронте самоходки Marder I действовали в составе 31-й, 35-й, 36-й, 72-й, 206-й и 256-й пехотных дивизий. Подразделения этих дивизий получили самоходные противотанковые орудия осенью 1942 года. К концу года в подразделениях истребителей танков вышеперечисленных дивизий Восточного фронта имелось от двух до семи Marder. В сентябре 1943 года 384-й батальон истребителей танков 384-й пехотной дивизии получил 14 САУ. Всего по состоянию на 31 декабря 1943 года в подразделениях Восточного фронта имелось 38 САУ Marder I. В 21-й панцердивизии, а также в частях 305-й, 343-й, 346-й, 348-й, 353-й, 384-й, 708-й, 711-й, 712-й, 716-й и 719-й пехотных дивизий, дислоцированных во Франции. В 1944 года Marder I поступила на вооружение 87-го противотанкового батальона 25-й панцердивизии Восточного фронта.
На 1 ноября 1943 года в войсках числилось 140 машин данного типа.
На Западе в 1944 году самоходки Marder I состояли на вооружении подразделений LVXXXXIII армейского корпуса — в 100-м танковом полку.
17 из 60 построенных самоходок Marder I поступили на вооружение 200-го батальона штурмовых орудий 21-й панцердивизии.
Большинство установок были уничтожены в боях при союзной высадке в Нормандию летом 1944 года. Очень небольшое количество самоходок данного типа уцелело до конца войны.

## Модификации
- (Sd.Kfz.135) 7.5 cm PaK.40/1 auf Geschutzwagen Lorraine Schlepper(f) Marder I — неподвижная открытая рубка, расположенная в корме с 75-мм пушкой PaK.40/1 L/46 и 7.92-мм пулемётом MG 34 на шасси французского тягача Lorraine 37L. Изготовлено 170 единиц.
- (Sd.Kfz.135) 7.5 cm PaK.40/1(Sf) auf Geschutzwagen 39H(f) Marder I — неподвижная открытая рубка с 75-мм пушкой PaK.40/1 L/46 и 7.92-мм пулемётом MG 34 на шасси французского лёгкого танка Hotchkiss H35, H38, H39. Изготовлено 39 единиц.
- (Sd.Kfz.135) 7.5 cm PaK.40/1(Sf) auf Geschutzwagen FCM36(f) Marder I — неподвижная открытая рубка, расположенная в середине с 75-мм пушкой PaK.40/1 L/46 и 7.92-мм пулемётом MG 34 на базе шасси французского лёгкого танка FCM 36. Изготовлено 10 единиц.